# Новосельське (Зеленоградський район)
Новосельське (рос. Новосельское) — селище Зеленоградського району, Калінінградської області Росії. Входить до складу Ковровського сільського поселення.
Населення —  36 осіб (2015 рік). 

## Населення
| 2002 | 2010 |
| ---- | ---- |
| 60   | ↘36  |